# 정암문집
정암문집은 왕궈웨이의 저서이다.

## 설명
≪정암 문집≫은 왕궈웨이 자신이 직접 편찬 교정해 단행본으로 출간한 첫 번째 학술 문집으로 광서(光緖) 31년(1905) 9월에 상무인서관(商務印書館)에서 출판되었다. 이 책은 1920년, 1921년에도 상하이의 상무인서관에서 대리 판매를 했고, 당시 ≪도서회보(圖書匯報)≫에도 ≪정암 문집≫이 그대로 소개되고 있다. 그러다가 1924년에 절판되었고, 그 후 왕궈웨이가 사망한 뒤에는 재판되지 않았으며, 사후에는 유서에 편입되어 전해지고 있다.
≪정암 문집≫은 ‘정안 문집’이라고도 일컫는다. 유서의 제1책(第一冊)에 나오는 총목차(海寧王靜安先生遺書總目)를 보면 “정안 문집 1권(靜安文集一卷) 속집 1권(續集一卷)”(제3책 329쪽)으로 되어 있고, 제3책 329쪽에는 “정암 문집(靜庵文集) 부(附) 속집(續集)”으로 되어 있다. 정안(靜安)과 정암(靜庵)은 모두 왕궈웨이의 자(字)이기 때문에 ≪정안 문집≫, ≪정암 문집≫ 두 가지 명칭 모두 틀리지 않다. 그러나 목차는 왕궈웨이 사후에 편집해 넣은 것이고, 왕궈웨이 자신이 생전에 출판할 때는 ‘정암 문집’으로 명명했으며, 해당 서책에서 ‘정암 문집’이라고 하고 있으므로 본서에서는 ‘정암 문집’으로 명명했다. 유서에는 ≪정암 문집≫, ≪정암 시고(靜庵詩稿)≫, ≪정암 문집 속편≫으로 구성되어 있는데, ≪정암 시고≫는 고금체시(古今體詩) 50수를 부록으로 붙여 “정암 시고”로 명명한 것이고 ≪정암 문집 속편≫은 왕궈웨이 사후에 후대 사람이 명명하고 편집해서 넣은 것이다. 따라서 본서에서 말하는 ≪정암 문집≫은 부록과 속편을 제외한 ≪정암 문집≫만을 가리킨다.
≪정암 문집≫은 그가 주편을 맡고 있던 잡지 ≪교육 세계(敎育世界)≫에 발표한 글 12편을 모은 것으로 이 글들은 모두 1904년에서 1905년 사이에 발표한 것이다. 주로 철학과 교육학에 대한 글들로 연구 논문집과 같은 성격을 지니고 있다. 당시 왕궈웨이는 서양 철학을 공부하면서 칸트, 쇼펜하우어, 니체의 설을 끌어와 철학, 미학, 문학, 교육학 등에 대한 자신의 견해를 서슴없이 드러냈다. 여기에 수록된 12편의 글을 내용에 따라 분류해 보면 학술과 관련된 글로 ＜최근 몇 년의 학술계를 논함(論近年之學術界)＞(1905), ＜새로운 학술 용어의 수입에 대해 논함(論新學語之輸入)＞(1905), 철학, 미학과 관련된 글로 ＜철학자와 예술가의 천직을 논함(論哲學家及美術家之天職)＞(1905), ＜쇼펜하우어의 철학과 교육학설(叔本華之哲學及其敎育學說)＞(1904), ＜쇼펜하우어와 니체(叔本華與尼采)＞(1904), ＜쇼펜하우어 유전설 후기(書叔本華遺傳說後)＞[부록: 쇼펜하우어의 유전설(附叔本華遺傳說後), 1904], ＜현 왕조의 한학파 대진, 완원 두 사람의 철학 학설(國朝漢學派戴阮二家之哲學說)＞(1904), ＜인성을 논함(論性)＞(1904), ＜이치[理]에 대한 풀이(釋理)＞(1904), 교육과 관련된 글로 ＜대중 교육주의를 논하다(論平凡之敎育主義)＞(1905), ＜교육우감 4칙(敎育偶感四則)＞(1904), 문학과 관련된 글로 ＜홍루몽평론(紅樓夢評論)＞≫(1904) 등이 있다. 이 문집은 동서고금의 문화가 교차하던 근대 중국에 살았던 한 지식인의 치열한 고민과 사유의 산물로, 여기에는 나중에 국학대사이자 천재 지식인으로, 넓고 깊고 정예로운 학문 세계를 건설해 갈 젊은 왕궈웨이의 초기 사상이 그대로 들어 있다. 왕궈웨이는 이 문집에서 당시로는 대단히 파격적인 주장을 통해 중국의 신문화 창조에 이바지하려고 했지만 이 문집은 발표 당시 별 반향을 불러일으키지 못했다. ≪정암 문집≫을 편찬할 당시에 왕궈웨이는 서양 철학에 대해 깊은 회의와 염증을 느끼고 있었고, 그 후 철학을 버리고 문학으로 전향했으며, 그 뒤에 다시 문학에서 국학 연구로 전향하게 된다.